# Bereni
Bereni (węg. Székelybere) – wieś w Rumunii, w okręgu Marusza, w gminie Bereni. W 2011 roku liczyła 231 mieszkańców.